# Worthing (Dakota del Sur)
Worthing es una ciudad ubicada en el condado de Lincoln en el estado estadounidense de Dakota del Sur. En el Censo de 2010 tenía una población de 877 habitantes y una densidad poblacional de 603,59 personas por km².

## Geografía
Worthing se encuentra ubicada en las coordenadas 43°19′48″N 96°46′6″O / 43.33000, -96.76833. Según la Oficina del Censo de los Estados Unidos, Worthing tiene una superficie total de 1.45 km², de la cual 1.45 km² corresponden a tierra firme y (0%) 0 km² es agua.

## Demografía
Según el censo de 2010, había 877 personas residiendo en Worthing. La densidad de población era de 603,59 hab./km². De los 877 habitantes, Worthing estaba compuesto por el 96.58% blancos, el 1.03% eran afroamericanos, el 0.8% eran amerindios, el 0.34% eran asiáticos, el 0% eran isleños del Pacífico, el 0% eran de otras razas y el 1.25% pertenecían a dos o más razas. Del total de la población el 0.68% eran hispanos o latinos de cualquier raza.